# Bisdom Sambalpur
Het bisdom Sambalpur (Latijn: Dioecesis Sambalpurensis) is een rooms-katholiek bisdom met als zetel Sambalpur, in India. Het bisdom is suffragaan aan het aartsbisdom Cuttack-Bhubaneswar. 

## Geschiedenis
Het bisdom werd opgericht op 14 juni 1951, uit delen van het aartsbisdom Calcutta en de bisdommen Nagpur en Ranchi, en was suffragaan aan het aartsbisdom Calcutta. Op 19 september 1953 veranderde het van kerkprovincie en werd suffragaan aan het nieuw verheven aartsbisdom Ranchi. Op 24 januari 1974 veranderde het opnieuw van kerkprovincie en werd suffragaan aan het nieuw verheven aartsbisdom Cuttack-Bhubaneswar. 

## Parochies
Het bisdom had in 2022 een oppervlakte van 37.035 km2 en telde 8.443.000 inwoners waarvan 0,6% rooms-katholiek was.

## Bisschoppen
- Hermann Westermann (14 juni 1951 - 28 februari 1974)
- Raphael Cheenath (28 februari 1974 - 1 juli 1985)
- Lucas Kerketta (17 november 1986 - 26 juli 2013)
- Niranjan Sual Singh (26 juli 2013 - heden)

Cuttack-Bhubaneswar (aartsbisdom) · Balasore · Berhampur · Rayagada · Rourkela · Sambalpur